# 1906 en Australie
Chronologie de l'Australie
- 1902
- 1903
- 1904
- 1905
- 1906
- 1907
- 1908
- 1909
- 1910

Cette page concerne les évènements survenus en 1906 en Australie  :

## Évènement
- 27 janvier : Un cyclone endommage Cairns et Innisfail dans le Queensland.
- 6 février : Le premier club de sauvetage en mer du monde est créé sur la plage de Bondi.
- 5 mai : Les premiers tramways électriques circulent à Melbourne, de St Kilda à Brighton.
- 16 juin : La ville de Roma, dans le Queensland, devient la première ville d'Australie à être éclairée et alimentée au gaz naturel, mais la réserve de gaz ne dure que dix jours.
- 16 juillet : Le corps des cadets de l'armée australienne est formé.
- 1er septembre : Le contrôle de la Nouvelle-Guinée britannique est officiellement transféré de la Grande-Bretagne à l'Australie.
- 12 décembre : Élections fédérales : le gouvernement du Premier ministre Alfred Deakin est reconduit au pouvoir, mais la participation électorale est faible.

## Arts et littérature
- Sortie du film The Story of the Kelly Gang
- W. Lister Lister (en) remporte le prix Wynne avec The Golden Splendour of the Bush.

## Sport
- L'équipe de Nouvelle-Galles du Sud de cricket remporte le Sheffield Shield.
- Saison de 1906 de football australien (en)
  - Grande finale VFL de 1906 (en)
  - Grande finale VFA de 1906
- 22 avril-2 mai : Participation de l'Australie aux Jeux olympiques intercalaires (en) à Athènes.

### Création de club
- Adelaide University Football Club (en)
- Tallangatta & District Football League (en)
- Claremont Football Club (en)
- Croydon Football Club (en)
- Cygnet Football Club (en)
- Koonibba Football Club (en)
- Langhorne Creek Football Club (en)

## Naissance
- Hedley Bunton, missionnaire.
- Rachel Cleland (en), travailleuse sociale.
- Raymond Ferrall (en), homme d'affaires, journaliste et écrivain.
- Dunc Gray, coureur cycliste.
- Edwin Sherbon Hills (en), géologue.
- Harry Hopman, joueur de squash.
- Ernie McCormick (en), joueur de cricket.
- Mabel Miller (en), avocate.
- Alexander Spence (en), militaire.
- Lotus Thompson (en), actrice.

## Décès
- James Bonwick (en), historien et écrivain.
- Hugh Nelson, personnalité politique.
- Hugh Ramsay (en), artiste.
- Jessie Rooke (en), suffragette.
- Henry Yelverton (en), personnalité politique.